# Distrito de Gamō (Shiga)
El distrito de Gamō (蒲生郡 Gamō-gun?) es un distrito localizado en la prefectura de Shiga, Japón. En junio de 2019 tenía una población de 33.162 habitantes y una densidad de población de 205 personas por km². Su área total es de 162,15 km².

## Localidades
- Hino
- Ryūō

## Fusiones
- 1 de enero de 2006 - el pueblo de Gamō se unió a la ciudad de Higashiōmi.
- 21 de marzo de 2010 - el pueblo de Azuchi se unió a la ciudad de Ōmihachiman.

## Transición
Las autonomías en azul claro son pueblos, las autonomías en azul más oscuro son villas y las autonomías en gris no pertenecen al distrito.
| 1 de abril de 1889      | 1889 - 1926                                    | 1927 - 1944                               | 1945 - 1954                                               | 1945 - 1954                                          | 1955 - 1989                                             | 1955 - 1989                                             | 1990 -                                              | Actualidad  |
| ----------------------- | ---------------------------------------------- | ----------------------------------------- | --------------------------------------------------------- | ---------------------------------------------------- | ------------------------------------------------------- | ------------------------------------------------------- | --------------------------------------------------- | ----------- |
| Hachiman (八幡)         | Hachiman                                       | Hachiman                                  | Hachiman                                                  | 31 de marzo de 1954 Ciudad de Ōmihachiman (近江八幡) | Ōmihachiman                                             | Ōmihachiman                                             | Ōmihachiman                                         | Ōmihachiman |
| Utsuro (宇津呂)         | Utsuro                                         | 3 de marzo de 1933 incorporada a Hachiman | Hachiman                                                  | 31 de marzo de 1954 Ciudad de Ōmihachiman (近江八幡) | Ōmihachiman                                             | Ōmihachiman                                             | Ōmihachiman                                         | Ōmihachiman |
| Shima (島)              | Shima                                          | Shima                                     | 1 de abril de 1951 incorporada a Hachiman                 | 31 de marzo de 1954 Ciudad de Ōmihachiman (近江八幡) | Ōmihachiman                                             | Ōmihachiman                                             | Ōmihachiman                                         | Ōmihachiman |
| Okayama (岡山)          | Okayama                                        | Okayama                                   | Okayama                                                   | 31 de marzo de 1954 Ciudad de Ōmihachiman (近江八幡) | Ōmihachiman                                             | Ōmihachiman                                             | Ōmihachiman                                         | Ōmihachiman |
| Kaneda (金田)           | Kaneda                                         | Kaneda                                    | Kaneda                                                    | 31 de marzo de 1954 Ciudad de Ōmihachiman (近江八幡) | Ōmihachiman                                             | Ōmihachiman                                             | Ōmihachiman                                         | Ōmihachiman |
| Kirihara (桐原)         | Kirihara                                       | Kirihara                                  | Kirihara                                                  | 31 de marzo de 1954 Ciudad de Ōmihachiman (近江八幡) | Ōmihachiman                                             | Ōmihachiman                                             | Ōmihachiman                                         | Ōmihachiman |
| Mabuchi (馬淵)          | Mabuchi                                        | Mabuchi                                   | Mabuchi                                                   | 31 de marzo de 1954 Ciudad de Ōmihachiman (近江八幡) | Ōmihachiman                                             | Ōmihachiman                                             | Ōmihachiman                                         | Ōmihachiman |
| Musa (武佐)             | Musa                                           | Musa                                      | Musa                                                      | Musa                                                 | 1 de febrero de 1958 incorporada a Ōmihachiman          | Ōmihachiman                                             | Ōmihachiman                                         | Ōmihachiman |
| Azuchi (安土)           | Azuchi                                         | Azuchi                                    | 1 de abril de 1954 Azuchi                                 | 1 de abril de 1954 Azuchi                            | Azuchi                                                  | Azuchi                                                  | 3 de marzo de 2010 incorporada a Ōmihachiman        | Ōmihachiman |
| Oiso (老蘇)             | Oiso                                           | Oiso                                      | 1 de abril de 1954 Azuchi                                 | 1 de abril de 1954 Azuchi                            | Azuchi                                                  | Azuchi                                                  | 3 de marzo de 2010 incorporada a Ōmihachiman        | Ōmihachiman |
| Kagamiyama (鏡山)       | Kagamiyama                                     | Kagamiyama                                | Kagamiyama                                                | Kagamiyama                                           | 29 de abril de 1955 Ryūō (竜王)                         | 29 de abril de 1955 Ryūō (竜王)                         | Ryūō                                                | Ryūō        |
| Na (苗)                 | Na                                             | Na                                        | Na                                                        | Na                                                   | 29 de abril de 1955 Ryūō (竜王)                         | 29 de abril de 1955 Ryūō (竜王)                         | Ryūō                                                | Ryūō        |
| Nakano (中野)           | Nakano                                         | Nakano                                    | 21 de marzo de 1954 parte de Kanzaki D, Yōkaichi (八日市) | 15 de agosto de 1954 Ciudad de Yōkaichi              | Yōkaichi                                                | Yōkaichi                                                | 11 de febrero de 2005 Ciudad de Higashiōmi (東近江) | Higashiōmi  |
| Ichinobe (市辺)         | Ichinobe                                       | Ichinobe                                  | Ichinobe                                                  | 15 de agosto de 1954 Ciudad de Yōkaichi              | Yōkaichi                                                | Yōkaichi                                                | 11 de febrero de 2005 Ciudad de Higashiōmi (東近江) | Higashiōmi  |
| Tamao (玉緒)            | Tamao                                          | Tamao                                     | Tamao                                                     | 15 de agosto de 1954 Ciudad de Yōkaichi              | Yōkaichi                                                | Yōkaichi                                                | 11 de febrero de 2005 Ciudad de Higashiōmi (東近江) | Higashiōmi  |
| Hirata (平田)           | Hirata                                         | Hirata                                    | Hirata                                                    | 15 de agosto de 1954 Ciudad de Yōkaichi              | Yōkaichi                                                | Yōkaichi                                                | 11 de febrero de 2005 Ciudad de Higashiōmi (東近江) | Higashiōmi  |
| Ichihara (市原)         | Ichihara                                       | Ichihara                                  | Ichihara                                                  | Ichihara                                             | 1 de abril de 1955 parte de Kanzaki D, Eigenji (永源寺) | 1 de abril de 1955 parte de Kanzaki D, Eigenji (永源寺) | 11 de febrero de 2005 Ciudad de Higashiōmi (東近江) | Higashiōmi  |
| Sakuragawa (桜川)       | Sakuragawa                                     | Sakuragawa                                | Sakuragawa                                                | Sakuragawa                                           | 1 de abril de 1955 Gamō (蒲生)                          | 1 de abril de 1955 Gamō (蒲生)                          | 1 de enero de 2006 incorporada a Higashiōmi         | Higashiōmi  |
| Asahino (朝日野)        | Asahino                                        | Asahino                                   | Asahino                                                   | Asahino                                              | 1 de abril de 1955 Gamō (蒲生)                          | 1 de abril de 1955 Gamō (蒲生)                          | 1 de enero de 2006 incorporada a Higashiōmi         | Higashiōmi  |
| Hino (日野)             | Hino                                           | Hino                                      | Hino                                                      | Hino                                                 | 16 de marzo de 1955 Hino                                | 16 de marzo de 1955 Hino                                | Hino                                                | Hino        |
| Kita-hissa (北比都佐)   | Kita-hissa                                     | Kita-hissa                                | Kita-hissa                                                | Kita-hissa                                           | 16 de marzo de 1955 Hino                                | 16 de marzo de 1955 Hino                                | Hino                                                | Hino        |
| Minami-hissa (南比都佐) | Minami-hissa                                   | Minami-hissa                              | Minami-hissa                                              | Minami-hissa                                         | 16 de marzo de 1955 Hino                                | 16 de marzo de 1955 Hino                                | Hino                                                | Hino        |
| Kaigake (鎌掛)          | Kaigake                                        | Kaigake                                   | Kaigake                                                   | Kaigake                                              | 16 de marzo de 1955 Hino                                | 16 de marzo de 1955 Hino                                | Hino                                                | Hino        |
| Nishiōji (西大路)       | Nishiōji                                       | Nishiōji                                  | Nishiōji                                                  | Nishiōji                                             | 16 de marzo de 1955 Hino                                | 16 de marzo de 1955 Hino                                | Hino                                                | Hino        |
| Sakuradani (桜谷)       | 12 de mayo de 1894 Higashi-sakuradani (東桜谷) | Higashi-sakuradani                        | Higashi-sakuradani                                        | Higashi-sakuradani                                   | 16 de marzo de 1955 Hino                                | 16 de marzo de 1955 Hino                                | Hino                                                | Hino        |
| Sakuradani (桜谷)       | 12 de mayo de 1894 Nishi-sakuradani (西桜谷)   | Nishi-sakuradani                          | Nishi-sakuradani                                          | Nishi-sakuradani                                     | 16 de marzo de 1955 Hino                                | 16 de marzo de 1955 Hino                                | Hino                                                | Hino        |